# Brayan Ramírez
Brayan Stiven Ramírez Chacón (nascido em 20 de novembro de 1992) é um ciclista profissional colombiano que compete para a equipe Colombia desde 2015.